# Geay (Charente-Maritime)
Geay is een gemeente in het Franse departement Charente-Maritime (regio Nouvelle-Aquitaine) en telt 570 inwoners (1999). De plaats maakt deel uit van het arrondissement Saintes.

## Geografie
De oppervlakte van Geay bedraagt 16,0 km², de bevolkingsdichtheid is 35,6 inwoners per km².
De onderstaande kaart toont de ligging van Geay (Charente-Maritime) met de belangrijkste infrastructuur en aangrenzende gemeenten.

## Demografie
Onderstaande figuur toont het verloop van het inwonertal (bron: INSEE-tellingen).